# Kwon Ji Yong
Kwon Ji Yong é o segundo extended play (EP) do cantor e rapper sul-coreano G-Dragon. Foi lançado em 8 de junho de 2017 através de formato digital e em 19 de junho de 2017 em formato físico através de USB pela YG Entertainment. O EP que liricamente explora seu lado pessoal e privado por trás do artista G-Dragon, foi bem recebido pela crítica especializada, que elogiou a honestidade e a vulnerabilidade trazidas por G-Dragon ao EP. Kwon Ji Yong baseia-se nos gêneros hip hop, R&B e pop e gerou como sua faixa título a canção "Untitled, 2014". 
Após o seu lançamento, Kwon Ji Yong atingiu o topo das paradas estadunidenses Billboard World Albums e  Billboard Heatseekers Albums, além da parada japonesa Billboard Japan Hot Albums. Seu êxito comercial na China, levou o EP a vendas que ultrapassaram um milhão de cópias digitais em menos de uma semana e tornou-o posteriormente o álbum digital mais vendido de 2017 por um artista coreano. Na Coreia do Sul, o lançamento de Kwon Ji Yong gerou um debate no país, sobre a elegibilidade dele ser aceito como um álbum físico e suas vendas serem contabilizadas como tal pelas paradas sul-coreanas, o que ocorreu no início do ano de 2018 pela Gaon.

## Antecedentes e desenvolvimento
Após o lançamento de seu segundo álbum de estúdio Coup d'Etat em 2013, G-Dragon se aventurou em outras atividades fora da música, explorando seus interesses na moda, arte e design, o que culminou no lançamento de sua própria marca de vestuário e acessórios de nome Peaceminusone. Em paralelo a sua atuação em outras áreas, ele iniciou o processo de composição de canções para seu grupo Big Bang em 2014 e durante os dois anos seguintes, realizou atividades promocionais com o grupo.
Em janeiro de 2017, foi confirmado pela YG Entertainment, que G-Dragon estava trabalhando em seu novo material solo, a ser lançado na primeira metade do ano. Durante os seis meses que antecederam o lançamento do novo material, G-Dragon dedicou-se aos preparativos do álbum e de sua turnê mundial correspondente, um processo durante o qual, o levou a não dormir bem e a perder muito peso. Em 31 de maio, foi anunciado que o lançamento seria um EP intitulado de Kwon Ji Yong com data de lançamento para 8 de junho.

## Título e conceito
Inicialmente, G-Dragon nomeou o EP como 30, afirmando que gostaria de olhar para trás em sua vida com trinta anos de idade e sentir que "havia alcançado algo significativo". Entretanto, o EP recebeu o nome de Kwon Ji Yong, nome de nascimento de G-Dragon. Seu intuito foi a de se distanciar de sua figura de palco em um conceito focado em mostrá-lo como o "Kwon Ji Yong", em seu lado mais privado e íntimo ao invés do artista. Ele explicou o motivo da escolha dizendo: "Eu queria lembrar do Kwon Ji Yong, não de G-Dragon. Para mim, Kwon Ji Yong é mais importante, então eu decidi apresentá-lo oficialmente para o público".

## Composição
Eu abordei [este álbum] de forma um pouco diferente. Há tantas coisas que não sei sobre mim mesmo. Então passei um tempo examinando meus álbuns anteriores e pensando sobre a minha vida. Eu completei trinta anos este ano [idade coreana] e estou passando por uma fase importante da vida. Em vez de tentar criar um visual e um som novo e moderno, trabalhei neste álbum como se fosse o meu último".

— G-Dragon comentando sobre como Kwon Ji Yong se difere de seus trabalhos anteriores.
A inspiração por trás da gravação de Kwon Ji Yong, se originou de múltiplos meios, mais notadamente de obras cinematográficas e artes visuais. G-Dragon credita o poema épico de três partes do escritor e poeta italiano Dante Alighieri, Divina Comédia, como o trabalho que inspirou mais fortemente Kwon Ji Yong. O poema influenciou o projeto em seu tema e estrutura, e tanto o EP quanto a sua turnê subsequente, foram divididos em três atos, cada um explorando uma dimensão de sua personalidade.
Composto por cinco faixas, o EP apresenta predominantemente canções de hip hop e R&B. Sua primeira canção "Middle Fingers-Up", que discute o número decrescente das relações pessoais de G-Dragon e seu círculo social cada vez menor, possui uma instrumentação que consiste de um refrão em piano com uma batida estrutural de trap. "Bullshit" é uma canção de hip hop caracterizada por um refrão pulsante, com batidas súbitas e mudanças de ritmo, que contém letras auto-referenciais, onde G-Dragon cita seu single "Crayon" de 2012 pelo nome, enquanto a onomatopeia canina utilizada na faixa, relembra a faixa título de seu álbum anterior, Coup d'Etat (2014). "Super Star" é uma canção de ritmo lento fundida com trap, ela é repleta de tambores poderosos, toques do Oriente Médio, sintetizadores ritmados e um coro de apoio. A faixa trata em suas letras sobre os sentimentos internos de vazio por parte de G-Dragon, apesar dele ter alcançado o sucesso que havia sonhado. Sua composição foi inspirada na obra Millionaire Nurse (2002) do artista estadunidense Richard Prince.
Destoando do restante das canções de Kwon Ji Yong, "Untitled, 2014" é uma canção pop de balada, que apresenta apenas vocais nus sob o acompanhamento de piano, liricamente é como uma carta para um amor do passado, com G-Dragon pedindo perdão e a chance de ver a pessoa novamente, mesmo que seja apenas em seus sonhos. A última canção do EP "Divina Commedia", é uma faixa experimental de R&B, que trata sobre um relato semi-autobiográfico de sua ascensão à fama. A canção inclui referências ao filme de comédia-dramática, The Truman Show (1998), com G-Dragon questionando a realidade, os sacrifícios que fez durante a adolescência a seus vinte anos para alcançar sucesso e notoriedade. Além disso, "Divina Comédia" também apresenta sua composição inspirada na mesma obra de Prince.

## Lançamento

Imagem do EP Kwon Ji Yong em formato USB.

Kwon Ji Yong foi lançado através de ambos os formatos digital e físico, sendo este último, realizado através de uma unidade USB, ao invés de um CD. O pen drive de 4GB contém a inscrição do nome de nascimento de G-Dragon, Kwon Ji-yong, juntamente com sua data de nascimento, 18 de agosto de 1988 e tipo sanguíneo A, todos os dados foram escritos com a letra de sua mãe, na ocasião de seu nascimento. Após reclamações de que o USB estava defeituoso devido a sua cor vermelha ser apagada com o manuseio, a YG Entertainment liberou fotos do processo de sua produção, mostrando que o material recebeu pintura a mão de tinta vermelha a fim de obter um visual do tipo arranhado antigo, no qual G-Dragon gostaria que tivesse. Além disso, foi explicado que o desgaste da cobertura de tinta no material foi intencional, para refletir o símbolo do DNA e do nascimento do G-Dragon.
As canções de Kwon Ji Yong não foram disponibilizadas no drive do USB em si, em vez disso, os usuários com um número serial são direcionados a uma página para o download do EP e de outros conteúdos exclusivos da YG Entertainment. Este modelo de lançamento pouco convencional, gerou um debate na Coreia do Sul e resultou em preocupações sobre se o EP seria elegível a figurar nas principais paradas de álbuns sul-coreanas. Enquanto o Hanteo anunciou que aceitaria o formato USB como um álbum e que o incluiria em sua parada correspondente, Kwon Ji Yong foi desqualificado a ingressar na Gaon Album Chart da Gaon, pois a Korean Music Content Industry, argumentou que no país, um álbum é definido como um meio físico que contém música, e que dessa forma, o EP não era elegível porque a música não era fornecida na própria unidade USB e sim por links de download. G-Dragon através de uma postagem no Instagram, respondeu a Gaon pela exclusão das vendas de seu USB como álbum, dizendo:
| “ | Qual é o problema? Tudo no mundo tem prós e contras, mas a forma externa de gravação de música tem mudado constantemente de fita cassete para CD e, em seguida, para arquivo de download. Não é a coisa mais importante para a música que ela tenha uma boa melodia que permanecerá nos ouvidos, boca e mente das pessoas por um longo tempo e letras que podem tocar as pessoas e fazê-las rir e chorar?. | ” |

Em dezembro de 2017, a Gaon anunciou que mudaria sua política para incluir diferentes formatos de álbuns, como o de formato USB de G-Dragon, o que envolveu a revisão da definição de um álbum dentro das leis de direitos autorais sul-coreanas, com o intuito de incluir itens que não sejam álbuns offline tradicionais. A nova política entrou em vigor em 1º de janeiro de 2018.

## Promoção
Durante o mês de maio de 2017, G-Dragon dedicou-se a filmagem de três vídeos musicais, concluídos no fim do mesmo mês. Após a divulgação que o EP traria o nome de nascimento de G-Dragon, no dia seguinte, a canção "Bullshit" foi originalmente anunciada como o single principal de Kwon Ji Yong, no entanto, devido a uma controvérsia envolvendo seu companheiro de Big Bang, T.O.P e preocupações a cerca do título provocativo, a faixa título do EP foi modificada para a canção "Untitled, 2014". Em 8 de junho, a lista completa de faixas de Kwon Ji Yong foi divulgada, incluindo os responsáveis por sua produção e contendo artes de capa para cada uma das cinco canções. As atividades promocionais de Kwon Ji Yong não incluíram qualquer participação de G-Dragon em programas de televisão. Em 18 de agosto, a fim de coincidir com a data de aniversário de G-Dragon, o vídeo musical de "Bullshit" foi lançado online exclusivamente para quem adquiriu Kwon Ji Yong em formato USB.

### Act III: M.O.T.T.E World Tour
Em 31 de março de 2017, foi anunciado que G-Dragon iria executar um concerto no Seoul World Cup Stadium a ser realizado em 10 de junho em Seul, marcando sua primeira apresentação solo em quase quatro anos desde a One of a Kind World Tour. Mais tarde em 25 de abril, foi anunciado que ele embarcaria em sua segunda turnê mundial, a Act III: M.O.T.T.E Tour em apoio a Kwon Ji Yong e datas iniciais foram divulgadas para a Ásia, América do Norte e Oceania. A turnê encerrou-se com 36 concertos realizados em 29  cidades, para um público total de mais de 654 mil pessoas, tornando-a maior turnê já realizada por um artista solo sul-coreano.

## Recepção

### Crítica profissional
| Críticas profissionais | Críticas profissionais |
| Avaliações da crítica  | Avaliações da crítica  |
| Fonte                  | Avaliação              |
| ---------------------- | ---------------------- |
| IZM                    | 2.5 de 5 estrelas.     |
| Seoulbeats             | 5 de 5 estrelas.       |
| The Star               | 8/10                   |

Tamar Herman da Billboard, em sua análise sobre Kwon Ji Yong, o considerou o trabalho mais pessoal de G-Dragon, já que ele reflete "sobre sua carreira, sucessos e arrependimentos". Herman elogiou como G-Dragon coloca seus "pensamentos internos em público através de uma variedade de sons, mas permanece coeso através de suas letras, como se pedisse aos ouvintes para esquecerem o status de celebridade do cantor e, momentaneamente, passem a ouvir os pensamentos de um homem lutando com o presente que conquistou, através de seus esforços passados". Jeff Benjamin da Fuse, escreveu que o EP destaca "alguns dos maiores pontos fortes de G-Dragon como um maestro de hip hop com visão de futuro", ao mesmo tempo em que "contrabalanceia as faixas mais difíceis" a fim de destacar seu "lado menos sensível".
Chester Chin, da publicação The Star deu uma pontuação 8 de uma escala de 10 para Kwon Ji Yong, descrevendo-o como um "registro feito de catarse emocional" e faixas cheias de "disposição vulnerável". Já o Seoulbeats deu cinco estrelas ao EP, o considerando como "o esforço mais coeso que G-Dragon colocou para definir a si mesmo, e quem realmente é" e que "o álbum é liricamente mais denso" do que qualquer outra coisa que ouviram no ano de 2017. Sua avaliação também descreve como a gravação contém referências tanto aos álbuns anteriores de G-Dragon quanto de sua vida pessoal e que as faixas transmitem como sua pessoa como um ídolo tem o mudado. A Affinity Magazine classificou Kwon Ji Yong como o quarto melhor álbum de K-pop do ano, comentando que "provavelmente é seu trabalho mais honesto até hoje" e que "apesar de curto, é suficiente para fazer as pessoas sentirem as letras" que G-Dragon escreveu. A revista também elogiou como a "crueza e a honestidade das letras faz com que o público sinta empatia instantânea enquanto dança sob seu ritmo".
Kwon Ji Yong foi escolhido como o melhor álbum coreano lançado em 2017 pelo serviço de música KKBox, que nomeou-o como o "campeão do ano", além disso, todas as suas canções figuraram na lista das vinte melhores canções do ano pelo serviço. O EP também foi escolhido como um dos lançamentos musicais mais comentados em junho de 2017 pelo website chinês Douban.

## Lista de faixas
| Kwon Ji Yong – Edição padrão |                                                   |                                            |                                                                                           |                                                                |         |  |
| N.º                          | Título                                            | Letras                                     | Música                                                                                    | Arranjos                                                       | Duração |  |
| 1.                           | "Middle Fingers-Up" (Intro. 권지용; Kwon Ji-Yong) | G-Dragon                                   | G-Dragon, 24, Kush                                                                        | 24                                                             | 3:42    |  |
| 2.                           | "Bullshit" (Act I. 개소리; gaesori)               | G-Dragon                                   | G-Dragon, Teddy Park, Cawlr, Future Bounce, Choice37                                      | Cawlr, Future Bounce, Choice37, 24                             | 3:02    |  |
| 3.                           | "Super Star" (Act II)                             | G-Dragon, Teddy Park, Joe Rhee             | Teddy Park, G-Dragon, Joe Rhee, 24, Choice37, Future Bounce, Seo Won Jin                  | 24, Teddy Park, Joe Rhee, Choice37, Future Bounce, Seo Won Jin | 3:45    |  |
| 4.                           | "Untitled, 2014" (Act III. 무제(無題); muje)      | G-Dragon                                   | G-Dragon, Choice37                                                                        | Choice37, Seonwoo Jeonga                                       | 3:42    |  |
| 5.                           | "Divina Commedia" (Outro. 신곡(神曲); singok)     | G-Dragon, 8!, Brian Lee, Safe, Frank Dukes | G-Dragon, 8!, Brian Lee, Frank Dukes, Safe, Thomas Bangalter, Guy-Manuel de Homem-Christo | Frank Dukes, Murda Beatz, Brian Lee                            | 3:44    |  |
| Duração total:               | Duração total:                                    | Duração total:                             | Duração total:                                                                            | Duração total:                                                 | 17:55   |  |

| Conteúdo bônus em DVD – Edição CD+DVD japonesa: Disco 1 | |         |  |
| N.º                                                     | Título | Duração |  |
| 1.                                                      | "Act I: G-Dragon -Intro Video-" (G-Dragon Concert Act III, M.O.T.T.E in Seoul)                                         |         |  |
| 2.                                                      | "Act I: G-Dragon -Heartbreaker-" (G-Dragon Concert Act III, M.O.T.T.E in Seoul)                                        |         |  |
| 3.                                                      | "Act I: G-Dragon -Breathe-" (G-Dragon Concert Act III, M.O.T.T.E in Seoul)                                             |         |  |
| 4.                                                      | "Act I: G-Dragon -MC-" (G-Dragon Concert Act III, M.O.T.T.E in Seoul)                                                  |         |  |
| 5.                                                      | "Act I: G-Dragon -A Boy-" (G-Dragon Concert Act III, M.O.T.T.E in Seoul)                                               |         |  |
| 6.                                                      | "Act I: G-Dragon -MC 2-" (G-Dragon Concert Act III, M.O.T.T.E in Seoul)                                                |         |  |
| 7.                                                      | "Act I: G-Dragon -But I Love U-" (G-Dragon Concert Act III, M.O.T.T.E in Seoul)                                        |         |  |
| 8.                                                      | "Act I: G-Dragon -Obsession-" (G-Dragon Concert Act III, M.O.T.T.E in Seoul)                                           |         |  |
| 9.                                                      | "Act II: G-Dragon vs. Kwon Ji Yong -Bridge Video #1-" (G-Dragon Concert Act III, M.O.T.T.E in Seoul)                   |         |  |
| 10.                                                     | "Act II: G-Dragon vs. Kwon Ji Yong -ミチGO-" (G-Dragon Concert Act III, M.O.T.T.E in Seoul)                            |         |  |
| 11.                                                     | "Act II: G-Dragon vs. Kwon Ji Yong -One of a Kind-" (G-Dragon Concert Act III, M.O.T.T.E in Seoul)                     |         |  |
| 12.                                                     | "Act II: G-Dragon vs. Kwon Ji Yong -R.O.D.- feat.CL" (G-Dragon Concert Act III, M.O.T.T.E in Seoul)                    |         |  |
| 13.                                                     | "Act II: G-Dragon vs. Kwon Ji Yong -The Leaders- feat.CL" (G-Dragon Concert Act III, M.O.T.T.E in Seoul)               |         |  |
| 14.                                                     | "Act II: G-Dragon vs. Kwon Ji Yong -Band Jam-" (G-Dragon Concert Act III, M.O.T.T.E in Seoul)                          |         |  |
| 15.                                                     | "Act II: G-Dragon vs. Kwon Ji Yong -That XX-" (G-Dragon Concert Act III, M.O.T.T.E in Seoul)                           |         |  |
| 16.                                                     | "Act II: G-Dragon vs. Kwon Ji Yong -Black-" (G-Dragon Concert Act III, M.O.T.T.E in Seoul)                             |         |  |
| 17.                                                     | "Act II: G-Dragon vs. Kwon Ji Yong -Missing You- feat.IU" (G-Dragon Concert Act III, M.O.T.T.E in Seoul)               |         |  |
| 18.                                                     | "Act II: G-Dragon vs. Kwon Ji Yong -You Do_Outro-" (G-Dragon Concert Act III, M.O.T.T.E in Seoul)                      |         |  |
| 19.                                                     | "Act II: G-Dragon vs. Kwon Ji Yong -Who You?-" (G-Dragon Concert Act III, M.O.T.T.E in Seoul)                          |         |  |
| 20.                                                     | "Act II: G-Dragon vs. Kwon Ji Yong -I Love It-" (G-Dragon Concert Act III, M.O.T.T.E in Seoul)                         |         |  |
| 21.                                                     | "Act II: G-Dragon vs. Kwon Ji Yong -Bridge Video #2 : Interview Video-" (G-Dragon Concert Act III, M.O.T.T.E in Seoul) |         |  |
| 22.                                                     | "Act II: G-Dragon vs. Kwon Ji Yong-Today-" (G-Dragon Concert Act III, M.O.T.T.E in Seoul)                              |         |  |
| 23.                                                     | "Act II: G-Dragon vs. Kwon Ji Yong -Crayon-" (G-Dragon Concert Act III, M.O.T.T.E in Seoul)                            |         |  |
| 24.                                                     | "Act III : Kwon Ji Yong -Bridge Video #3 : Monologue Video-" (G-Dragon Concert Act III, M.O.T.T.E in Seoul)            |         |  |
| 25.                                                     | "Act III : Kwon Ji Yong -Intro. Kwon Ji Yong (Middle Fingers-Up)-" (G-Dragon Concert Act III, M.O.T.T.E in Seoul)      |         |  |
| 26.                                                     | "Act III : Kwon Ji Yong -Bullshit-" (G-Dragon Concert Act III, M.O.T.T.E in Seoul)                                     |         |  |
| 27.                                                     | "Act III : Kwon Ji Yong -MC 3-" (G-Dragon Concert Act III, M.O.T.T.E in Seoul)                                         |         |  |
| 28.                                                     | "Act III : Kwon Ji Yong -Super Star-" (G-Dragon Concert Act III, M.O.T.T.E in Seoul)                                   |         |  |
| 29.                                                     | "Act III : Kwon Ji Yong -This Love-" (G-Dragon Concert Act III, M.O.T.T.E in Seoul)                                    |         |  |
| 30.                                                     | "Act III : Kwon Ji Yong -Crooked-" (G-Dragon Concert Act III, M.O.T.T.E in Seoul)                                      |         |  |
| 31.                                                     | "Act III : Kwon Ji Yong -Performer Introduction- [Special Encore]" (G-Dragon Concert Act III, M.O.T.T.E in Seoul)      |         |  |
| 32.                                                     | "Act III : Kwon Ji Yong -Untitled, 2014- [Special Encore]" (G-Dragon Concert Act III, M.O.T.T.E in Seoul)              |         |  |

| Conteúdo bônus em DVD – Edição CD+DVD japonesa: Disco 2 | |         |  |
| N.º                                                     | Título                                                                                                | Duração |  |
| 1.                                                      | "Special Clip #1" (2017 G-Dragon Concert Act III, M.O.T.T.E in Seoul)                                 |         |  |
| 2.                                                      | "Special Clip #2" (2017 G-Dragon Concert Act III, M.O.T.T.E in Seoul)                                 |         |  |
| 3.                                                      | "Special Clip #3" (2017 G-Dragon Concert Act III, M.O.T.T.E in Seoul)                                 |         |  |
| 4.                                                      | "Breathe _CAM #1 / CAM #2 / CAM #3 [Special Cam]" (2017 G-Dragon Concert Act III, M.O.T.T.E in Seoul) |         |  |
| 5.                                                      | "Who You? CAM #1 / CAM #2 / CAM #3 [Special Cam]" (2017 G-Dragon Concert Act III, M.O.T.T.E in Seoul) |         |  |
| 6.                                                      | "ミチGO CAM #1 / CAM #2 / CAM #3 [Special Cam]" (2017 G-Dragon Concert Act III, M.O.T.T.E in Seoul)   |         |  |
| 7.                                                      | "Untitled, 2014 -KR Ver." (Vídeo musical)                                                             |         |  |
| 8.                                                      | "Bullshit -KR Ver." (Vídeo musical)                                                                   |         |  |

Notas
- "Divina Commedia" contém demonstrações de "Veridis Quo", escrita por Thomas Bangalter e Guy-Manuel de Homem-Christo. Gravada por Daft Punk.

## Desempenho nas paradas musicais
Kwon Ji Yong foi disponibilizado para pré-venda em 5 de junho de 2017 nas três principais plataformas de música chinesas: QQ Music, KuGou e Kuwo. Em menos de 24 horas, a pré-venda do EP alcançou as duzentas mil cópias pela QQ Music, obtendo o status de platina dupla. Após a sua primeira semana de vendas, o EP já havia ultrapassado a vendagem de 1.100.000 milhão de cópias apenas na China e se tornou mais tarde, o álbum digital mais vendido de um artista coreano no país. O lançamento em formato digital de Kwon Ji Yong, atingiu o topo do iTunes Top Albums de 39 países, incluindo o Brasil. No total, posicionou-se em número um em 46 países em diferentes momentos, estabelecendo um novo recorde para um artista coreano.
Nos Estados Unidos, o EP alcançou a posição de número 192 na parada Billboard 200 com vendas de mais de quatro mil cópias e levando G-Dragon a alcançar sua melhor semana de vendas no país para um único dia de vendagem. Além disso, ele conquistou seu terceiro álbum em número um na Billboard World Albums e seu primeiro número um na Billboard Heatseekers Albums. No Japão, a versão digital de Kwon Ji Yong alcançou o topo da Oricon Weekly Digital Albums Chart, obtendo vendas de 11,641 mil cópias e tornando G-Dragon o primeiro artista coreano a conquistar tal posição. Na Coreia do Sul, o EP estreou em seu pico de número 51 na Gaon Album Chart na semana referente a 31 de dezembro de 2017 a 6 de janeiro de 2018, logo após a Gaon modificar sua política e passar a abranger diferentes formatos de álbuns na tabela, o que incluiu o USB de Kwon Ji Yong.

### Posições
| Paradas (2017)                                | Melhor posição |
| --------------------------------------------- | -------------- |
| Bélgica (Ultratop (Flandres)                  | 44             |
| Canadá (Billboard Canadian Albums)            | 52             |
| Estados Unidos (Billboard World Albums)       | 1              |
| Estados Unidos (Billboard Heatseekers Albums) | 1              |
| Estados Unidos (Billboard Top Rap Albums)     | 3              |
| Estados Unidos (Billboard Independent Albums) | 8              |
| Estados Unidos (Billboard 200)                | 161            |
| França (SNEP Download Albums)                 | 33             |
| Japão (Oricon Weekly Digital Albums Chart)    | 1              |
| Japão (Billboard Japan Hot Albums)            | 1              |
| Nova Zelândia (RMNZ Albums)                   | 39             |
| Taiwan (G-Music Weekly Albums)                | 1              |
| Taiwan (Five Music)                           | 1              |

## Histórico de lançamento
| Região        | Data                   | Formato               | Gravadora                    |
| ------------- | ---------------------- | --------------------- | ---------------------------- |
| Mundo         | 8 de junho de 2017     | Download digital      | YG Entertainment             |
| Coreia do Sul | 8 de junho de 2017     | Download digital      | YG Entertainment             |
| Coreia do Sul | 19 de junho de 2017    | USB                   | YG Entertainment Genie Music |
| Taiwan        | 30 de junho de 2017    | USB                   | Warner Music Taiwan          |
| Japão         | 13 de dezembro de 2017 | CD CD+ DVD playbutton | YGEX                         |